# Olympische Sommerspiele 1948/Leichtathletik – 3000 m Hindernis (Männer)

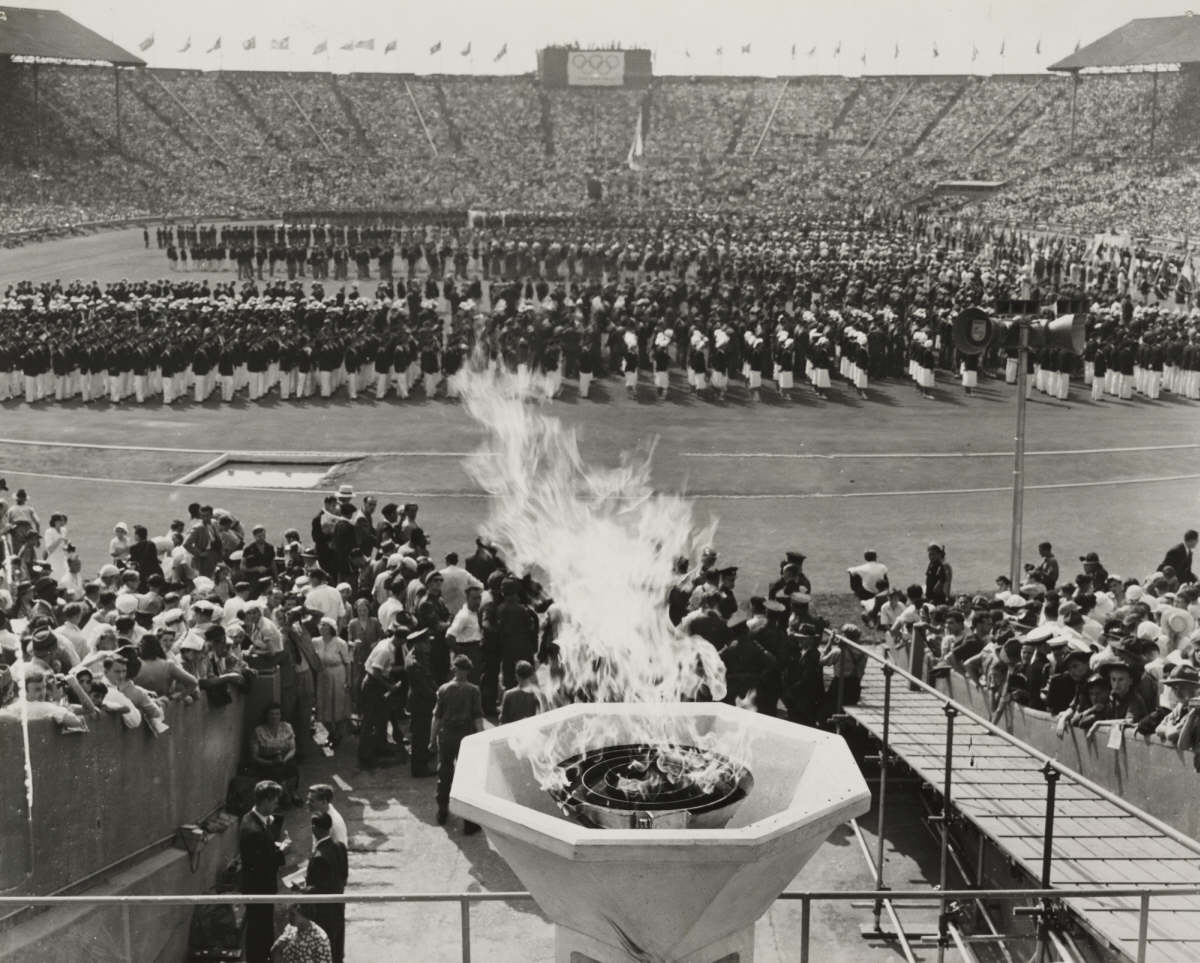
Eröffnungsfeier bei den Olympischen Spielen in London

Der 3000-Meter-Hindernislauf der Männer bei den Olympischen Spielen 1948 in London wurde am 3. und 5. August 1948 im Wembley-Stadion ausgetragen. 26 Athleten nahmen teil.
Die schwedische Mannschaft konnte einen Dreifacherfolg feiern. Tore Sjöstrand gewann das Finale vor Erik Elmsäter und Göte Hagström.

## Bestehende Rekorde / Bestleistungen
Weltrekorde wurden auf dieser Strecke damals nicht geführt, da es noch keine standardisierten Regeln für die Aufstellung der Hindernisse gab.
| Weltbestleistung   | 8:59,6 min | Erik Elmsäter ( Schweden)     | Stockholm, Schweden               | 4. August 1944 |
| Olympischer Rekord | 9:03,8 min | Volmari Iso-Hollo ( Finnland) | Finale OS Berlin, Deutsches Reich | 8. August 1936 |

Der bestehende olympische Rekord wurde bei diesen Spielen nicht ganz erreicht. Olympiasieger Tore Sjöstrand verfehlte den Rekord im schnellsten Rennen, dem Finale, nur um acht Zehntelsekunden.

## Durchführung des Wettbewerbs
Die Athleten traten am 3. August zu drei Vorläufen an, aus denen sich die jeweils vier besten Wettbewerber – hellblau unterlegt – für das Finale am 5. August qualifizierten.

## Vorläufe
3. August 1948, 16:15 Uhr

Es sind nicht alle Zeiten bekannt.

### Vorlauf 1
| Platz | Name                   | Nation         | Zeit       |
| ----- | ---------------------- | -------------- | ---------- |
| 1     | Erik Elmsäter          | Schweden       | 9:15,0 min |
| 2     | Alexandre Guyodo       | Frankreich     | 9:17,2 min |
| 3     | Pentti Siltaloppi      | Finnland       | 9:22,4 min |
| 4     | Constantino Miranda    | Spanien        | 9:24,2 min |
| 5     | Đorđe Stefanović       | Jugoslawien    | 9:39,6 min |
| 6     | John Doms              | Belgien        | 9:41,8 min |
| 7     | Peter Curry            | Großbritannien | k. A.      |
| 8     | Bob McMillen           | USA            | k. A.      |
| 9     | Vasilios Mavrapostolos | Griechenland   | k. A.      |

### Vorlauf 2
| Platz | Name            | Nation         | Zeit           |
| ----- | --------------- | -------------- | -------------- |
| 1     | Raphaël Pujazon | Frankreich     | 9:20,8 min000  |
| 2     | Göte Hagström   | Schweden       | 9:22,6 min000  |
| 3     | Petar Šegedin   | Jugoslawien    | 9:25,0 min000  |
| 4     | Browning Ross   | USA            | 9:30,4 min000  |
| 5     | Alf Olesen      | Dänemark       | 9:33,6 min000  |
| 6     | Lucien Theys    | Belgien        | 9:37,4 min000  |
| 7     | Mustafa Özcan   | Türkei         | 9:38,4 min (g) |
| 8     | Paavo Toivari   | Finnland       | k. A.          |
| 9     | Geoffrey Tudor  | Großbritannien | k. A.          |
| DNS   | Jenő Szilágyi   | Ungarn         |                |

### Vorlauf 3
| Platz | Name              | Nation         | Zeit        |
| ----- | ----------------- | -------------- | ----------- |
| 1     | Tore Sjöstrand    | Schweden       | 09:21,0 min |
| 2     | Aarne Kainlauri   | Finnland       | 09:25,8 min |
| 3     | Robert Everaert   | Belgien        | 09:26,4 min |
| 4     | Roger Chesneau    | Frankreich     | 09:27,6 min |
| 5     | Cahit Önel        | Türkei         | 09:28,4 min |
| 6     | Whitey Overton    | USA            | 10:14,4 min |
| 7     | Rene Howell       | Großbritannien | k. A.       |
| 8     | Paul Frieden      | Luxemburg      | k. A.       |
| DNS   | László Jeszenszky | Ungarn         |             |
| DNS   | Willem Slijkhuis  | Niederlande    |             |

## Finale

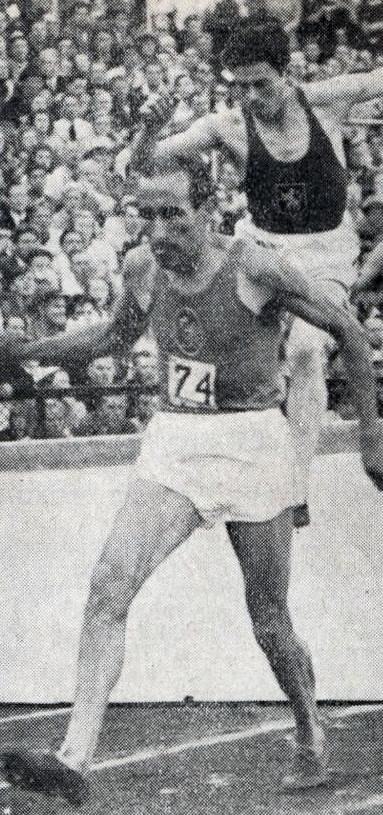
Der amtierende Europameister Raphaël Pujazon (links) gab mit Magenkrämpfen das Rennen auf

5. August 1948, 16:15 Uhr
| Platz | Name                | Nation      | Zeit       |
| ----- | ------------------- | ----------- | ---------- |
| 1     | Tore Sjöstrand      | Schweden    | 9:04,6 min |
| 2     | Erik Elmsäter       | Schweden    | 9:08,2 min |
| 3     | Göte Hagström       | Schweden    | 9:11,8 min |
| 4     | Alexandre Guyodo    | Frankreich  | 9:13,6 min |
| 5     | Pentti Siltaloppi   | Finnland    | 9:19,6 min |
| 6     | Petar Šegedin       | Jugoslawien | 9:20,4 min |
| 7     | Browning Ross       | USA         | 9:24,1 min |
| 8     | Constantino Miranda | Spanien     | 9:26,6 min |
| 9     | Robert Everaert     | Belgien     | 9:28,2 min |
| 10    | Aarne Kainlauri     | Finnland    | 9:29,0 min |
| 11    | Roger Chesneau      | Frankreich  | 9:30,2 min |
| DNF   | Raphaël Pujazon     | Frankreich  |            |

Favoriten für das Finale waren der Vizeeuropameister von 1946 und inoffizielle Weltrekordler Erik Elmsäter zusammen mit seinem schwedischen Teamkameraden Tore Sjöstrand sowie der amtierende Europameister Raphaël Pujazon aus Frankreich. Im Finale musste Pujazon, von Magenkrämpfen geplagt, schon frühzeitig aufgeben. Elmsäter, Sjöstrand und Göte Hagström, der dritte Schwede im Finale, kontrollierten das Geschehen mit scharfem Tempo. Zwei Runden vor dem Ziel forcierte Sjöstrand, das Feld riss auseinander. Vierhundert Meter vor Schluss lag Sjöstrand zwei Meter vor Elmsäter, weiter zwei Meter dahinter folgten Pentti Siltaloppi und Alexandre Guyodo. Hagströms Rückstand war eigentlich hoffnungslos. Doch während Sjöstrand sich die Goldmedaille nicht mehr nehmen ließ und Elmsäter zu Silber lief, spurtete der dritte Schwede noch vorbei an Siltaloppi und Guyodo auf den dritten Platz.
Sjöstrand, Elmsäter und Hagström erliefen die ersten schwedischen Medaillen in dieser Disziplin.